# Shōko Aida
Shōko Aida (相田翔子?, Aida Shōko; Higashimurayama, 23 febbraio 1970) è un'attrice e cantante giapponese.
Ha debuttato nella musica j-pop nel duo Wink, mentre il 1º aprile del 1996 è iniziata la sua carriera da solista, un mese dopo lo scioglimento del suo gruppo. Ha collaborato con Kaori Iida delle Morning Musume.

## Discografia

### Singoli
- I Julia
- Joia
- Hadaka de Nemurimasho
- Yurikago wo Yusurarete
- Kureta no Shiroi Suna
- Konya dake kitto

### Album
- Delphinium (mini album, fuori Wink)
- JOIA
- Luz
- Paris, je t'aime d'amour
- To Pathos

Compilation
- C'est mon na - Best of Shoko Aida

### DVD
- Aegekai - Shoko Aida & Kaori Iida

## Filmografia
- Araburu Tamashiitachi Yurusarezaru Mono, regia di Shunji Miike
- Hana to Arisu, regia di Shunji Iwai
- Niji no Megami Rainbow Song, regia di Naoto Kumazawa